# برکه شغال
برکه شغال مربوط به دوره قاجار است و در لار، خیابان مسجدولیعصر، آب‌انبار تازه آباد واقع شده و این اثر در تاریخ ۱۹ مرداد ۱۳۸۴ با شمارهٔ ثبت ۱۲۷۰۲ به‌عنوان یکی از آثار ملی ایران به ثبت رسیده است.